# Coupe de la Ligue française masculine de handball

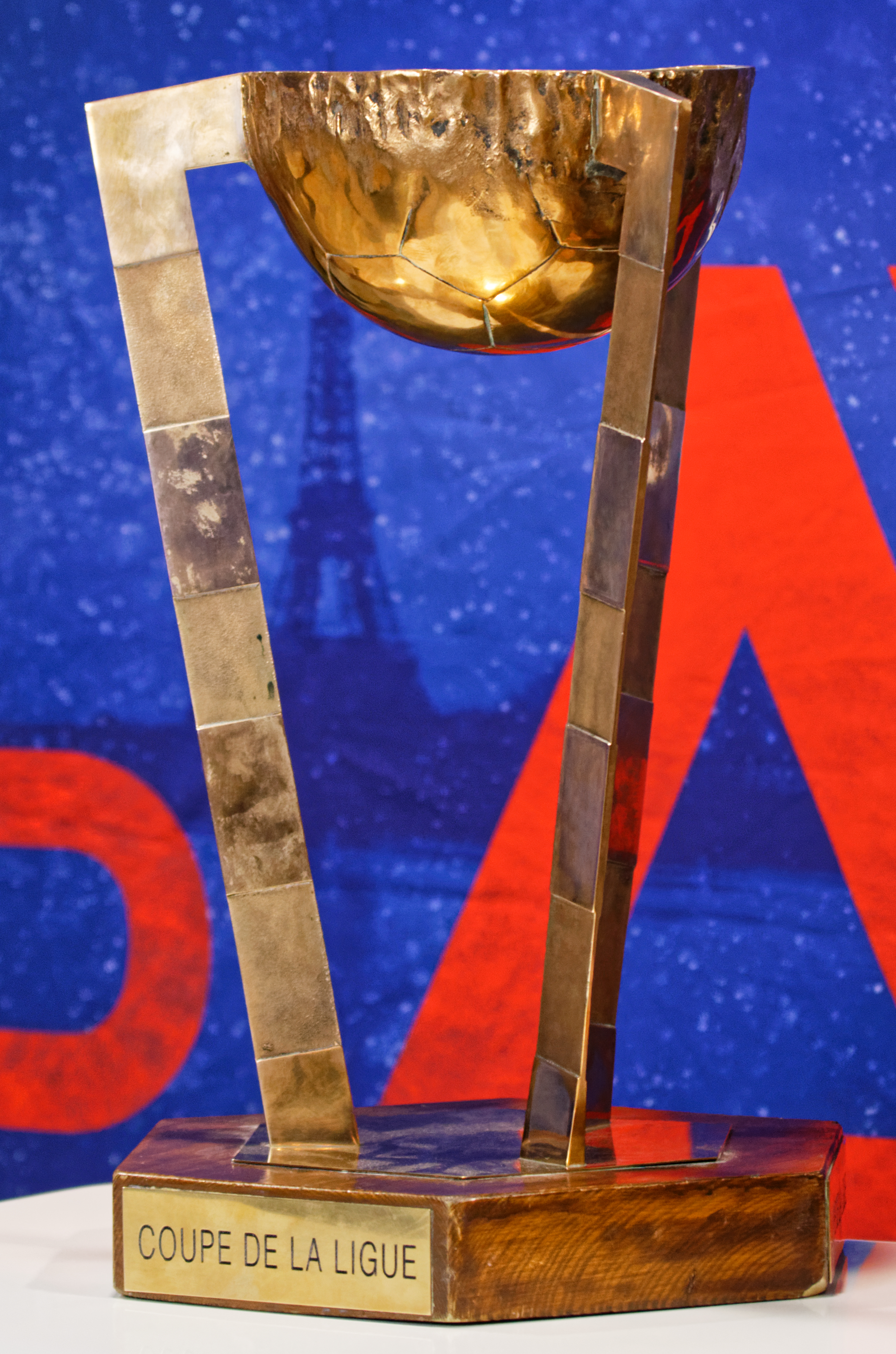
Le trophée de la Coupe de la Ligue.

La Coupe de la Ligue française masculine de handball est une ancienne compétition de handball en France créée par la Fédération française de handball en 2002 et organisée par la Ligue nationale de handball de 2004 à 2022.
Elle ne rassemblait que des clubs professionnels rattachés à cette ligue, soit ceux du championnat de France masculin de 1re division et, de l'édition 2016-2017 à l'édition 2019-2020, les clubs de 2e division.
Le HBC Nantes est le vainqueur de la dernière édition intégralement disputée (en 2021) et le Montpellier Handball est le club le plus titré avec 10 victoires.

## Format
Le format de la compétition évolue largement selon les éditions.
De 2002 à 2006, seules les huit premières équipes du championnat de France à la fin des matchs allers ou au terme du championnat participent à la compétition sous la forme d'un tournoi à élimination directe.
À partir de la saison 2006-2007, les 14 clubs de l'élite participent. La coupe de la Ligue commence par une phase préliminaire à laquelle participent les neuf clubs de Division 1 ne disputant pas de coupes européennes. Ils sont répartis en trois groupes de trois. Les premiers de chaque groupe sont qualifiés en quarts de finale où sont déjà inscrits les cinq clubs européens. Les derniers tours se jouent en matchs secs.
Au moins depuis l'édition 2009-2010, la compétition commence par des huitièmes de finale dont les deux clubs qualifiés directement pour la Ligue des Champions sont exempts. Les demi-finales et finale sont groupées en un même lieu et sur un même week-end.
L'édition 2010-2011 voit une nouvelle évolution du format avec des matchs aller-retour pour les huitièmes, quarts et demi-finales. La finale se joue à Pau en décembre. La LNH revient au système précédent dès l'édition suivante mais conserve le principe d'attribuer le titre avant la trêve hivernale pendant encore deux saisons.
En 2014, un tour de barrage entre les promus est introduit car trois clubs français participent à la Ligue des Champions et son donc exemptés de huitièmes de finale. L'année suivante, l'exemption est étendue aux quatre participants du Trophée des Champions. Il y a donc deux matchs de barrage avant le premier tour qui est organisé la même semaine que le Trophée des Champions.
Depuis l'édition 2016-2017, la compétition s'ouvre aux clubs de 2e division (ProLigue) car ce championnat intègre alors la Ligue nationale de handball. Les équipes des deux divisions débutent au 1er tour, hormis les quatre équipes qui participent au Trophée des Champions, organisé en même temps.
À compter de l'édition 2019-2020, afin d’alléger le calendrier des équipes les plus sollicitées pendant la saison, notamment celles participant à la Ligue des champions, le comité directeur de la LNH a adopté une nouvelle formule qui prévoit notamment une entrée en lice des 4 équipes les plus sollicitées à partir des quarts de finale seulement, ce qui engendre l’ajout d’un tour supplémentaire.
En conséquence de la pandémie de Covid-19, l'édition 2019-2020 a été annulée au stade des demi-finales et l'édition 2020-2021 est totalement annulée en raison de la reprise tardive du Championnat.
La compétition fait son retour pour la saison 2021-2022 mais dans un format une nouvelle fois modifié : elle n'oppose que les 16 clubs de StarLigue (permettant aux clubs de Ligue des Champions d’intégrer la compétition en quarts de finale) et sa conclusion, sous forme d’un Final 4, a lieu en décembre.
Dans le souci de préserver l’intégrité physique des joueurs en diminuant le nombre de matchs, la Ligue nationale de handball a notamment décidé la suppression de la Coupe de la Ligue à compter de la saison 2022-2023.

## Palmarès
| Édition   | Vainqueur                                                              | Finaliste                                                              | Score                                                                  | Lieu de la finale                                                      | Part.                                                  |
| --------- | ---------------------------------------------------------------------- | ---------------------------------------------------------------------- | ---------------------------------------------------------------------- | ---------------------------------------------------------------------- | ------------------------------------------------------ |
| 2001-2002 | SO Chambéry                                                            | Dunkerque HBGL                                                         | 25 – 19                                                                | Cosec Eugène Griesmar, Sélestat                                        | 8                                                      |
| 2002-2003 | US Créteil                                                             | Montpellier Handball                                                   | 27 – 23                                                                | Palais des Sports, Besançon                                            | 8                                                      |
| 2003-2004 | Montpellier Handball                                                   | US Créteil                                                             | 26 – 23                                                                | Stades de Flandres, Dunkerque                                          | 8                                                      |
| 2004-2005 | Montpellier Handball (2)                                               | Paris Handball                                                         | 27 – 21                                                                | Le Parnasse, Nîmes                                                     | 8                                                      |
| 2005-2006 | Montpellier Handball (3)                                               | Paris Handball                                                         | 31 – 30                                                                | Gymnase Pierre Charpy, Paris                                           | 8                                                      |
| 2006-2007 | Montpellier Handball (4)                                               | US Ivry                                                                | 34 – 33                                                                | Palais omnisports Les Arènes, Metz                                     | 14                                                     |
| 2007-2008 | Montpellier AHB (5)                                                    | US Créteil                                                             | 26 – 23                                                                | Halle olympique, Albertville                                           | 14                                                     |
| 2008-2009 | Istres Ouest Provence HB                                               | Montpellier AHB                                                        | 22 – 20                                                                | American Airlines Arena, Miami                                         | 14                                                     |
| 2009-2010 | Montpellier AHB (6)                                                    | Saint-Raphaël VHB                                                      | 37 – 25                                                                | Palais des sports de Beaulieu, Nantes                                  | 14                                                     |
| 2010-2011 | Montpellier AHB (7)                                                    | Chambéry Savoie Handball                                               | 32 – 29                                                                | Palais des Sports, Pau                                                 | 14                                                     |
| 2011-2012 | Montpellier AHB (8)                                                    | Saint-Raphaël VHB                                                      | 28 – 27                                                                | Palais des sports de Beaulieu, Nantes                                  | 14                                                     |
| 2012-2013 | Dunkerque HBGL                                                         | HBC Nantes                                                             | 28 – 24                                                                | Palais des sports André-Brouat, Toulouse                               | 14                                                     |
| 2013-2014 | Montpellier AHB (9)                                                    | Saint-Raphaël VHB                                                      | 34 – 21                                                                | Le Phare, Chambéry                                                     | 14                                                     |
| 2014-2015 | HBC Nantes                                                             | Fenix Toulouse                                                         | 23 – 20                                                                | Kindarena, Rouen                                                       | 14                                                     |
| 2015-2016 | Montpellier Handball (10)                                              | Paris Saint-Germain Handball                                           | 31 – 26                                                                | Arena Montpellier, Montpellier                                         | 14                                                     |
| 2016-2017 | Paris Saint-Germain (1)                                                | HBC Nantes                                                             | 31 – 27                                                                | Complexe René-Tys, Reims                                               | 28                                                     |
| 2017-2018 | Paris Saint-Germain (2)                                                | Fenix Toulouse Handball                                                | 40 – 30                                                                | Palais omnisports Les Arènes, Metz                                     | 28                                                     |
| 2018-2019 | Paris Saint-Germain (3)                                                | Montpellier Handball                                                   | 31 – 25                                                                | Antarès, Le Mans                                                       | 28                                                     |
| 2019-2020 | annulée au stade des demi-finales en raison de la pandémie de Covid-19 | annulée au stade des demi-finales en raison de la pandémie de Covid-19 | annulée au stade des demi-finales en raison de la pandémie de Covid-19 | annulée au stade des demi-finales en raison de la pandémie de Covid-19 | 28                                                     |
| 2020-2021 | annulée en raison de la reprise tardive du Championnat                 | annulée en raison de la reprise tardive du Championnat                 | annulée en raison de la reprise tardive du Championnat                 | annulée en raison de la reprise tardive du Championnat                 | annulée en raison de la reprise tardive du Championnat |
| 2021-2022 | HBC Nantes (2)                                                         | Chambéry Savoie Mont Blanc                                             | 28 – 21                                                                | Palais omnisports Les Arènes, Metz                                     | 16                                                     |

### Tableau d'honneur
| Rang  | Club                               | Finales gagnées | Finales gagnées                                            | Finales perdues | Finales perdues  |
| Rang  | Club                               | Nombre          | Années                                                     | Nombre          | Années           |
| ----- | ---------------------------------- | --------------- | ---------------------------------------------------------- | --------------- | ---------------- |
| 1     | Montpellier Handball               | 10              | 2004, 2005, 2006, 2007, 2008, 2010, 2011, 2012, 2014, 2016 | 3               | 2003, 2009, 2019 |
| 2     | Paris Saint-Germain Handball       | 3               | 2017, 2018, 2019                                           | 3               | 2005, 2006, 2016 |
| 3     | Handball Club de Nantes T          | 2               | 2015, 2022                                                 | 2               | 2013, 2017       |
| 4     | Union sportive de Créteil handball | 1               | 2003                                                       | 2               | 2004, 2008       |
| 4     | Chambéry Savoie Handball           | 1               | 2002                                                       | 2               | 2011, 2022       |
| 6     | Dunkerque Handball Grand Littoral  | 1               | 2013                                                       | 1               | 2002             |
| 7     | Istres Ouest Provence Handball     | 1               | 2009                                                       | 0               | -                |
| 8     | Saint-Raphaël Var Handball         | 0               | -                                                          | 3               | 2010, 2012, 2014 |
| 9     | Fenix Toulouse Handball            | 0               | -                                                          | 2               | 2015, 2018       |
| 10    | Union sportive d'Ivry Handball     | 0               | -                                                          | 1               | 2007             |
| —     | Compétition annulée                | 2               | 2020, 2021                                                 | 2               | 2020, 2021       |
| Total | Total                              | 21              | 2002-2022                                                  | 21              | 2002-2022        |

Légende :  10 titres remportés ; T : tenant du titre

## Statistiques
- Plus grand nombre de victoires en finale : 10, Montpellier Handball
- Plus grand nombre de victoires consécutives : 5, Montpellier Handball de 2004 à 2008
- Plus grand nombre de participations à une finale : 13, Montpellier Handball
- Plus grand écart en finale : 13 buts, (Montpellier Handball 34-21 Saint-Raphaël Var Handball en 2014)
- Plus faible écart en finale : 1 but, (Montpellier Handball 31-30 Paris Handball en 2006, Montpellier Handball 34-33 US Ivry en 2007 et Montpellier Handball 28-27 Saint-Raphaël Var Handball en 2011)
- Plus grand nombre de buts marqués en finale : 70 buts, (Paris Saint-Germain Handball 40-30 Fenix Toulouse Handball, en 2018)
- Plus petit nombre de buts marqués en finale : 42 buts, (Istres Ouest Provence Handball 22-20 Montpellier AHB en 2009)
- Plus grand nombre de buts marqués en finale par un club : 40 buts, (Paris Saint-Germain Handball 40-30 Fenix Toulouse Handball, en 2018)
- Plus petit nombre de buts marqués en finale par un club : 19 buts (Chambéry Savoie Handball 25-19 Dunkerque HBGL en 2002).

## Galerie

Logo avant 2017.
Logo depuis 2017.
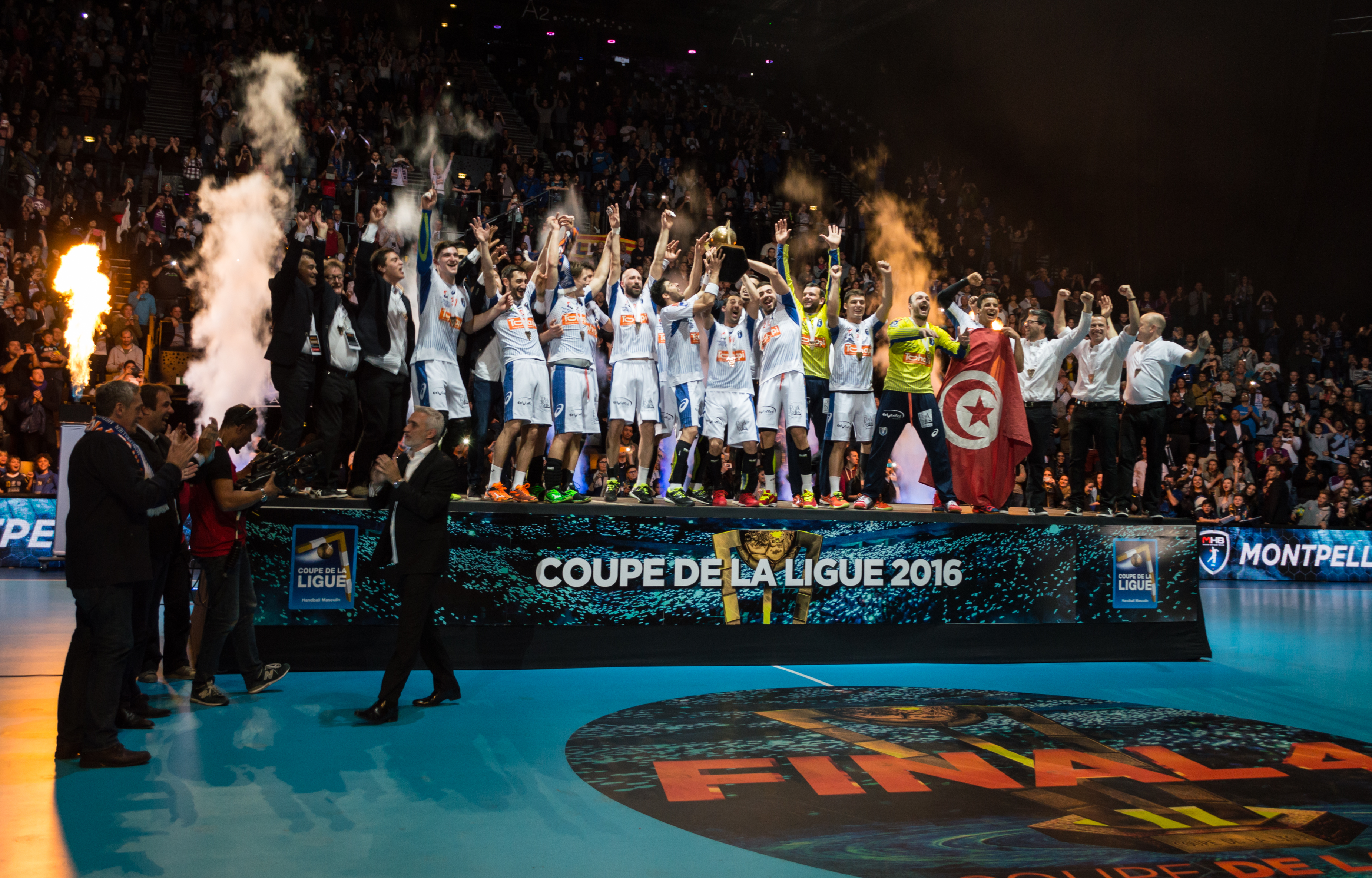
Le Montpellier Handball, vainqueur de l'édition 2015-2016.